# Cecilia Danieli

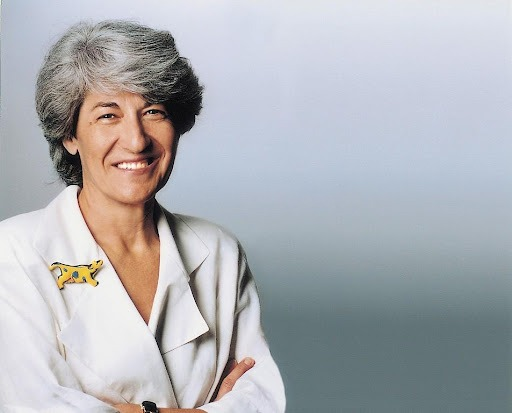
Cecilia Danieli

Cecilia Danieli (Udine, 22 giugno 1943 – Aviano, 17 giugno 1999) è stata un'imprenditrice italiana. Nacque da una dinastia di imprenditori siderurgici: il nonno Mario, originario della Valsugana, aveva avviato a Brescia nel 1914 assieme al fratello Timo le Acciaierie Angelini, una delle prime in Italia ad usare i forni elettrici ad arco per la produzione dell'acciaio. Mario Danieli si era poi separato dal fratello nel 1929 e aveva trasferito parte dell'attività a Buttrio, nei pressi di Udine, avviando la produzione di attrezzature per la lavorazione dell'acciaio e macchine ausiliarie per gli impianti di laminazione. Il padre Luigi aveva assunto la direzione dell'impresa di famiglia, rinominata Danieli & C. Officine Meccaniche S.p.A. (Danieli), nel dopoguerra, scegliendo ben presto di abbandonare la produzione di macchinario generico per l'industria meccanica e di concentrarsi sul solo settore delle attrezzature per l'industria siderurgica, ponendo così le basi per la crescita dimensionale e tecnologica dell'impresa che, alla fine degli anni Settanta, contava già circa 1460 dipendenti e un fatturato di circa 120 miliardi di lire.

## Biografia

### Primi anni
Cecilia Danieli nacque a Udine il 22 giugno 1943 da Luigi e Teresa Zoratti. Prima delle quattro figlie del noto industriale friulano visse nella casa di Caminetto di Buttrio, dove il padre e il nonno Mario si alternavano nella conduzione dell’annessa officina meccanica. E fu così pure in Argentina, dove visse e frequentò le prime classi delle scuole elementari tra il 1949 e il 1950, anni durante i quali il padre era lì impegnato nel dare attuazione a un progetto siderurgico, poi non andato in porto. Dopo aver conseguito il diploma di ragioneria all’Istituto tecnico A. Zanon di Udine, trascorse lunghi periodi all’estero. Fu più volte in Inghilterra e negli Stati Uniti, dove, oltre a perfezionare la lingua, maturò un’esperienza in una “farm” (in italiano "azienda agricola"). Inizialmente, infatti, si sarebbe dovuta occupare dell’azienda agricola di famiglia. Poi, cambiando rotta, decise di seguire le orme del padre, in quegli anni immerso nella crescita e nello sviluppo dell’impresa specializzata nella produzione di impianti per l’industria siderurgica. Come sua assistente, aveva già iniziato a frequentare l’azienda da qualche tempo, quando nel 1965 si iscrisse alla Facoltà di economia e commercio dell’Università di Trieste. Si laureò nel luglio 1969, discutendo una tesi sulla Tutela dell’invenzione industriale, tema strettamente legato all’attività dell’azienda di famiglia, il cui successo dipendeva anche dal riconoscimento delle innovazioni apportate nel comparto siderurgico. Il suo primo impiego fu nel settore amministrativo, cui seguirono tre anni nell’ufficio commerciale, breve parentesi prima di rientrare in amministrazione.

### Alla guida dell'impresa: specializzazione produttiva e innovazione tecnologica

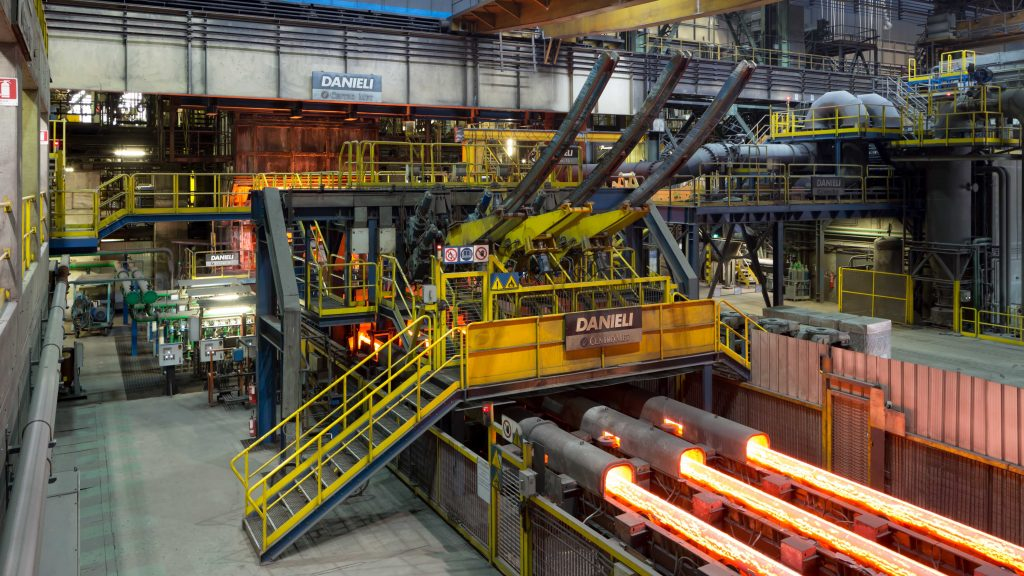
Visione parziale dell'interno di una miniacciaieria Danieli

Cecilia fa il suo ingresso ai vertici della Danieli nel 1977, come responsabile dell'amministrazione-finanza e della gestione e organizzazione del personale. Per lei fu una vera prova del fuoco. Al fine di affrontare la delicata situazione che stava attraversando l’azienda, anche a causa della crisi mondiale del comparto siderurgico, avviò con coraggio una radicale ristrutturazione, seguendo una strategia che si sarebbe dimostrata vincente. Creò uno staff manageriale, cui venne affidata la risoluzione dei problemi tecnici, produttivi e commerciali, riuscendo sia a valorizzare dirigenti presenti da tempo in Danieli sia a circondarsi di giovani e capaci collaboratori. Per sperimentare il nuovo assetto, nel 1976 arrivò pure il primo lavoro importante, una commesa per la costruzione di un'acciaieria da 500.000 tonnellate annue nella Germania orientale, la prima fornitura di un impianto completo “chiavi in mano”, che segnò il definitivo rilancio dell’azienda. Tra la fine degli anni Settanta e l’inizio del decennio successivo le responsabilità di Cecilia andarono via via aumentando, portandola a ricoprire, in luogo del padre, il ruolo di direttore generale a partire dal 1980. Dopo l’acciaieria di Brandeburgo ci furono  i primi contatti con l’Unione Sovietica e nel 1982 la Danieli ottenne, insieme alla Voest Alpine, un’importante commessa per la fornitura chiavi in mano di uno stabilimento siderurgico in Bielorussia. Fino a quel momento l’azienda aveva già costruito impianti in numerosi Paesi e nel 1981 aveva realizzato per conto della Società Europea Tubi Acciaio (SETA) il più grande impianto di colata continua esistente al mondo.
Cruciale nella costruzione del vantaggio competitivo della Danieli è la capacità di realizzare impianti ad alto tasso di automatizzazione, i cui componenti principali sono progettati, sviluppati e costruiti completamente all'interno dell'impresa. La chiave del successo dell'impresa è però la riduzione dei costi di produzione dell'acciaio: negli impianti progettati e assemblati nella seconda metà degli anni Ottanta il consumo di energia passa da circa 500 a 320 kWh per tonnellata prodotta, mentre la produzione di acciaio liquido passa da 0,4 a 1 tonnellata per MW installato.
Accanto al raggiungimento di più elevate soglie tecnologiche, un altro cardine della strategia di Cecilia è costituito dalla specializzazione produttiva. L'azienda di Buttrio si orienta verso la progettazione di unità relativamente piccole (con produzione fino al milione di tonnellate all'anno), fornite “chiavi in mano” e fortemente specializzate in base alle differenti necessità dei consumatori finali di semilavorati d'acciaio, fattore che permette a questi ultimi di ottenere forti risparmi rispetto ai costi di rilavorazione necessari per utilizzare nelle stesse produzioni i semilavorati standardizzati della grande siderurgia.
La determinazione con cui Cecilia riuscì a perseguire gli obiettivi di crescita dell’azienda le valse l’appellativo, attribuitole dal «Time», di “First Italy's Lady of Steel”, soprannome cui facevano da contraltare uno stile pacato e un animo dolce e gentile. Il New York Times ha osservato che come donna, Cecilia Danieli era "una delle poche riuscite a raggiungere il vertice nel dominio maschile dell'industria pesante" e che la sua leadership le ha permesso di dire di avere "una percentuale più alta di donne nella direzione rispetto ad aziende italiane di dimensioni comparabili.". Nel 1991 l’assemblea degli azionisti la elesse all’unanimità presidente del gruppo Danieli. I traguardi raggiunti nell’azienda di famiglia le valsero anche la nomina a membro del consiglio di amministrazione di importanti società italiane, quali la Falck (1988), di cui Danieli era azionista di minoranza con il 3 per cento del capitale, e l’INA (1994). Le venne pure proposto di ricoprire posizioni di vertice in Confindustria ma declinò l’invito, preferendo il suo ufficio di Buttrio alle luci della ribalta.

### Costruzione di un gruppo globale
A metà degli anni ottanta il settore siderurgico incontra di nuovo difficoltà e l'azienda decide di adottare una diversa strategia per restare competitivi: Cecilia Danieli e Gianpietro Benedetti spingono per una forte ristrutturazione, in linea con una strategia di internazionalizzazione ed ampliamento dei prodotti, non interrotta con l'importante passaggio della quotazione in Borsa (1984), mentre diversa è la posizione del resto della famiglia. Alla fine, il 58% delle azioni ordinarie viene ceduto alla SIND (Società Impianti Industriali, detenuta al 50% da Cecilia Danieli e al 50% da Gianpietro Benedetti).
Sempre nel corso degli anni Ottanta il grande sviluppo dei mercati sui quali opera la Danieli. permette di porre le basi per una vasta serie di acquisizioni. Una prima fase è caratterizzata dall'acquisizione di società impegnate negli stessi settori in cui l'azienda è già presente. Nel 1987 viene rilevato il gruppo svedese Morgardshammar, specializzato in impianti di laminazione per acciai speciali e nello stesso anno Danielii entra nell'azionariato delle Acciaierie Falck,  di cui Cecilia viene nominata anche consigliere d'amministrazione. Nel 1988 viene costituita la Centro Met (Svezia), operante nel campo dell’ingegneria per impianti metallurgici. Nel 1991 viene acquisita la francese Rotelec, specializzata nella produzione di attrezzature elettromeccaniche e il 90% dell'italiana Breda Techint Machine, specializzata nella produzione di impianti per l'estrusione di metalli non ferrosi. Nel 1993 è la volta della svedese Sund Birsta, leader mondiale negli impianti per il confezionamento di filo di acciaio e delle attività della Wean Industries Inc. (USA) successivamente confluite nella Danieli Wean Inc.  di nuova costituzione e nel 1995 il controllo della United Inc. Engineering successivamente denominata Danieli United Inc. Nel 1997 le società Danieli Wean Inc. e la Danieli United Inc., entrambe operanti nel settore degli impianti per prodotti piani, sono state incorporate dalla Danieli Corporation.

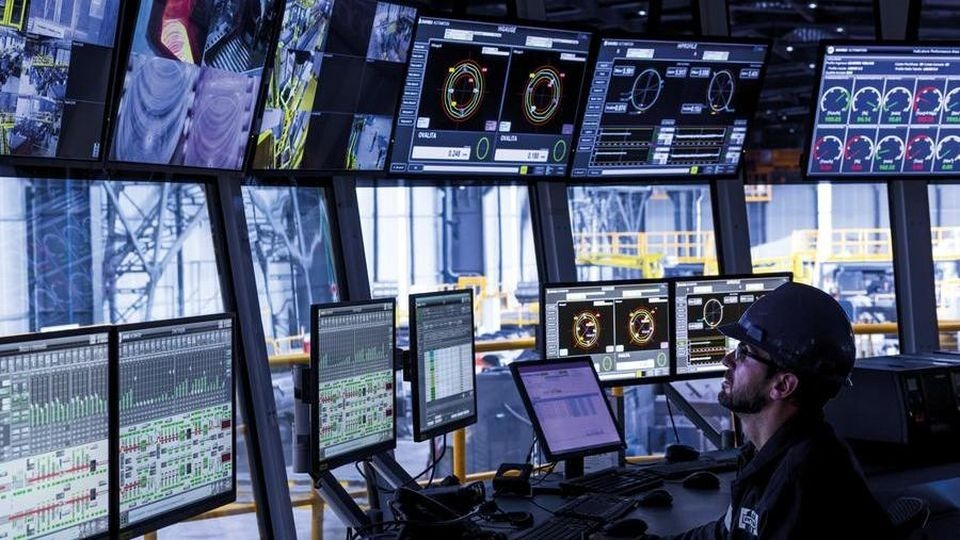
Sala di controllo Danieli Automation

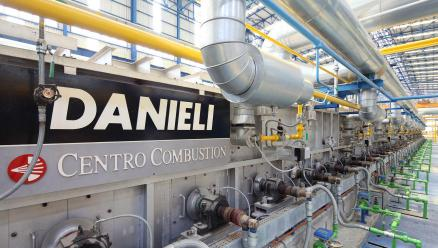
Forno di riscaldo Danieli Centro Combustion

Con l'acquisizione del gruppo tedesco Fröhling (produzione macchine per la laminazione e il trattamento a freddo di metalli ferrosi e non) nell'ottobre 1999 la Danieli è presente in cinque paesi con strutture di progettazione, costruzione e vendita complete: Italia, USA, Svezia, Francia e Germania con la conseguente possibilità di disporre delle migliori culture e professionalità esistenti al mondo nel settore della fabbricazione dell'acciaio. Fra le quindici società operative facenti parte del Gruppo Danieli le principali sono: Danieli Automation, Danieli Centro Combustion, Danieli Centro Maskin, Frohling, IN.DE. Industrial Design, More,  Morgardshammar, Rotelec, STEM, Sund Birsta. Nel campo della fornitura di impianti siderurgici per prodotti “lunghi”, la Danieli si colloca tra le prime sei società al mondo nel 1985, tre le prime tre nel 1988, al secondo posto nel 1990 e raggiunge il primo nel 1992, confermandosi alla guida del settore negli anni successivi, mentre nel settore dei prodotti “piani” riesce ad aumentare, fra il 1995 e il 1999, la propria quota del mercato mondiale dal 15% al 30%. Il fatturato complessivo del Gruppo passa da circa 160 miliardi di lire nel 1982 a circa 800 miliardi nel 1990 e a 1 570 miliardi nel 1999, mentre i dipendenti, circa 1 480 nel 1982, aumentano costantemente, da 1 870 nel 1990 a circa 3 000 nel 1999, dati che lo collocano saldamente ai primi posti al mondo nel settore della fornitura di equipaggiamento e impianti per l'industria siderurgica.

### Vita privata
Cecilia Danieli era sposata con il notaio Italico Mareschi ed ebbero tre figli, Michele e i gemelli Anna e Giacomo.
Morì di cancro nel Centro di riferimento Oncologico di Aviano il 17 giugno 1999.
La mattina del 19 giugno 1999 fu celebrato il suo funerale nello stabilimento di produzione principale del Gruppo Danieli a Buttrio, al quale hanno partecipato circa 3 000 persone.

### Onorificenze
Cecilia Danieli nel 1997 ha ricevuto il Leonardo Quality Italy Award  e il Premio Epifania mentre nel 2013 è stata inserita nell'American Metal Market Hall of Fame (in italiano "Albo d'Oro del Mercato Americano dei Metalli")  "per il suo ruolo nel guidare il Gruppo Danieli all'avanguardia nella costruzione e nell'equipaggiamento di mini-laminatoi siderurgici".